# Sergej Aksjonov
Sergej Valerjevič Aksjonov (rusky Сергей Валерьевич Аксёнов; * 26. listopadu 1972, Bălți, Sovětský svaz) je současný premiér (předseda Rady ministrů) Autonomní republiky Krym. Své funkce se ujal dne 27. února 2014, poté co jej parlament v hlavním městě Krymu Simferopolu zvolil na místo dosavadního předsedy vlády Anatolyje Mohyljeva.

## Život
Aksjonov se narodil ve městě Bălți v Moldavské SSR. Studoval v vojenskou školu v Simferopolu, ale po rozpadu Sovětského svazu nepokračoval ve vojenské kariéře a věnoval se podnikání. Pracoval jako zástupce ředitele družstva Ellada, v letech 1998–2001 byl zástupcem ředitele společnosti Asteriks a od roku 2001 zástupcem ředitele společnosti Eskada. V roce 2008 se stal členem společenské organizace Ruská obščina Krymu, je člen společnosti Občanský aktiv Krymu, do jehož čela se dostal v roce 2009.
Od roku 2010 je poslancem krymského parlamentu (Nejvyšší sovět autonomní republiky Krym) za stranu Ruská jednota, jejímž je předsedou. Ta se vymezovala vůči všem ukrajinským stranám, jelikož podle něj ukrajinská moc neudělala nic pro rozvoj Krymu. Ve volbách v roce 2010 získala Ruská jednota 4 % hlasů a tři poslanecké mandáty v krymském parlamentu.

### Premiérem Autonomní republiky Krym

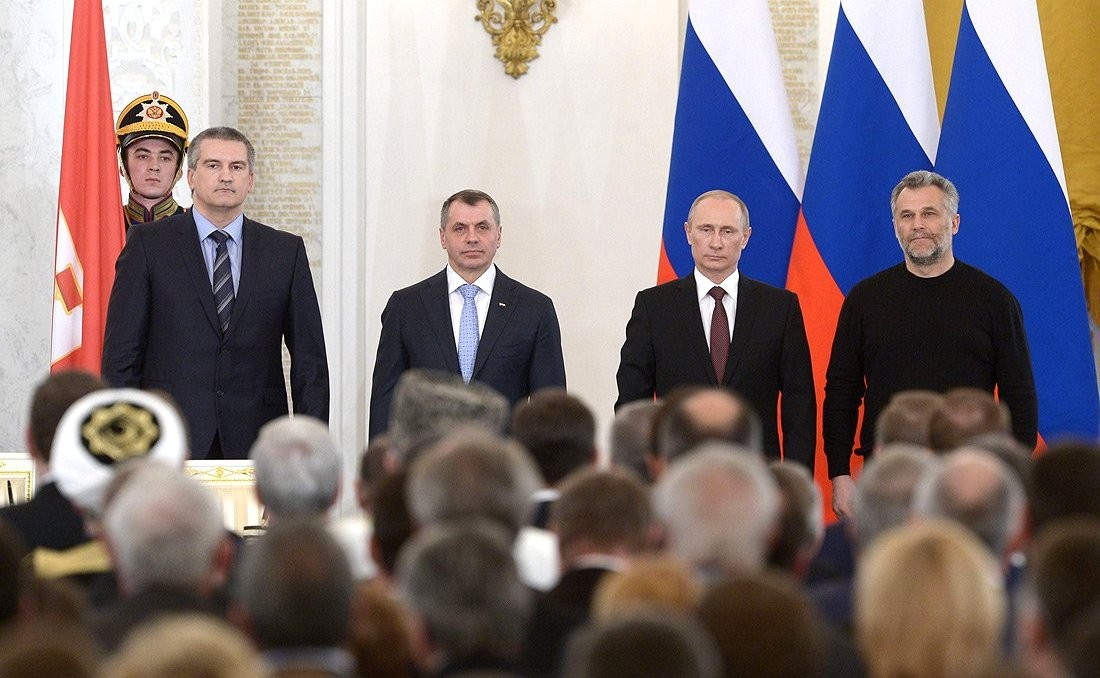
Zleva: Sergej Aksjonov, Vladimir Konstantinov, Vladimir Putin a Alexej Čalyj při oficiálním uznání Krymu Ruskem

Sergej Aksjonov se stal premiérem Autonomní republiky Krym během tzv. krymské krize. Úřadu se ujal 28. února, kdy krymský Nejvyšší sovět schválil jeho vládu poté, co došlo k obsazení krymského parlamentu a místní vlády neoznačenými ozbrojenci, kteří následně také s podporou Aksjonova převzali kontrolu nad celým Krymským poloostrovem. Aksjonov prohlásil, že za legitimního prezidenta Ukrajiny uznává Viktora Janukoviče a že se mu podařilo dohodnout s Ruskem finanční pomoc, která umožní Krymu vyhnout se finanční krizi počínající na Ukrajině. Krátce poté oddíly místní domobrany pod dohledem armády Ruské federace obsadily strategické komunikační uzly a převzaly kontrolu nad policií i většinou vojenských jednotek. Dne 1. března požádal se souhlasem prezidenta Janukoviče prezidenta Ruské federace Vladimira Putina o pomoc se zajištěním míru a pořádku.
Téhož dne, 1. března, úřadující prozápadní ukrajinský prezident Oleksandr Turčynov oznámil, že jmenování Akjsonova do funkce předsedy Rady ministrů Krymu neuznává. Aksjonov se podle něj dostal do čela bez udělení mandátu prezidentem Ukrajiny, který je v tomto případě nezbytný. Mluvčí krymského parlamentu Olga Sulnikovová nicméně uvedla, že Aksjonovovo jmenování bylo prezidentem stvrzeno, čímž byl pravděpodobně myšlen Viktor Janukovyč.

## Kontroverze
V prosinci 2009 byl Sergej Aksjonov obviněn novinářem a tehdejším zástupcem předsedy krymského parlamentu Michailem Bacharevem, že v 90. letech vedl zločinecký gang Salem, přičemž byl v policejních kruzích známý pod přezdívkou Goblin. Svá obvinění dokládal úniky z policejních protokolů, které se objevily na internetu. Po Aksjonovově žalobě na Bachareva následoval soudní spor, ve kterém byla nejdříve Bacharevovi uložena omluva a povinnost zaplatit Aksjonovovi jednu hřivnu, po jeho odvolání byl rozsudek zrušen a proces ukončen pro nedostatek důkazů.

## Osobní život
Je ženatý, má dvě děti, syna a dceru.